# Don't Play Your Rock 'n' Roll to Me
Singles de Smokie
If You Think You Know How to Love Me
(1975) Something's Been Making Me Blue
(1976)
Clip vidéo
[vidéo] « Don't Play Your Rock 'n' Roll to Me », sur YouTube
Don't Play Your Rock 'n' Roll to Me est une chanson du groupe de rock britannique Smokie extraite de leur deuxième album studio Changing All the Time. Au début de septembre 1975, peu avant la sortie de l'album, elle est parue en single.
Au Royaume-Uni, le single avec cette chanson a atteint 8e place dans le hit parade national.

## Composition
La chanson a été écrite par Nicky Chinn et Mike Chapman.

## Classement
| Classement (1975)                      | Meilleure position |
| -------------------------------------- | ------------------ |
| Allemagne (Media Control AG)           | 10                 |
| Autriche (Ö3 Austria Top 40)           | 13                 |
| Pays-Bas (Single Top 100)              | 22                 |
| Belgique (Flandre Ultratop 50 Singles) | 27                 |
| Nouvelle-Zélande (RMNZ)                | 24                 |
| Royaume-Uni (UK Singles Chart)         | 8                  |